# Устьє Люк
У́стьє Люк (рос. Устье Люк) — присілок (колишнє селище) в Ігринському районі Удмуртії, Росія.

## Населення
Населення — 40 осіб (2010; 64 в 2002).
Національний склад станом на 2002 рік:
- удмурти — 84 %

## Урбаноніми[3]
- вулиці — Зарічна, Зелена, Лісова